# Takuma Nishimura
Takuma Nishimura (jap. 西村 拓真 Nishimura Takuma; ur. 22 października 1996 w Nagoi prefekturze Aichi) – japoński piłkarz występujący na pozycji napastnika, zawodnik Yokohama F. Marinos.

## Życiorys

### Kariera klubowa
W latach 2015–2018 występował w japońskim klubie Vegalta Sendai z J1 League.
31 sierpnia 2018 ogłoszono oficjalnie podpisanie kontraktu 4-letniego z CSKA Moskwa z Priemjer-Liga, umowa do 30 czerwca 2022; kwota odstępnego 1 mln euro. W klubie zadebiutował 23 września 2018 na stadionie WEB Arena (Moskwa, Rosja) w zremisowanym meczu ligowym przeciwko Spartakowi Moskwa. 9 marca 2019 strzelił pierwszego gola dla klubu w meczu przeciwko Rubinowi Kazań. 10 stycznia 2020 został wypożyczony do portugalskiej drużyny Portimonense SC z Primeira Liga. 24 marca 2020 został wypożyczony do japońskiego klubu Vegalta Sendai, umowa do 31 grudnia 2020.